# Glen Provost
Glen John Provost (ur. 9 sierpnia 1949 w Lafayette) – amerykański duchowny rzymskokatolicki, biskup diecezjalny Lake Charles od 2007.

## Życiorys
Kształcił się w St. Joseph Seminary College w St. Benedict, a także w Rzymie w Kolegium Ameryki Płn. Na Uniwersytecie św. Tomasza uzyskał licencjat z teologii. Nauki pobierał również w Paryżu, Londynie i Salamance, dzięki czemu nauczył się języków hiszpańskiego, włoskiego i francuskiego. Święcenia kapłańskie otrzymał 29 czerwca 1975 z rąk papieża Pawła VI w bazylice św. Piotra w grupie 360 kleryków, którzy zostali wyświęceni dla uczczenia Roku Świętego. Razem z nim wyświęceni zostali m.in. przyszli amerykańscy biskupi: Raymond Leo Burke, Michael Cote, James Michael Harvey, Michael Hoeppner, Patrick Zurek i William Mulvey. Powrócił następnie do ojczyzny i pracował duszpastersko w rodzinnej diecezji Lafayette. Pełnił m.in. funkcje sędziego w trybunale diecezjalnym, przewodniczącego rady kapłańskiej, dziekana, a także wykładowcy uniwersyteckiego.
6 marca 2007 otrzymał nominację na biskupa wakującej od prawie dwóch lat diecezji Lake Charles w Luizjanie. Sakry udzielił mu metropolita Nowego Orleanu Alfred Hughes.